# Marc Gal·lió
Marc Gal·lió (en llatí Marcus Gallio) va ser un retòric romà mencionat en alguns manuscrits com a autor de l'obra Rhetorica ad Herennium, editada dins les obres de Ciceró. L'autenticitat de l'autoria d'aquesta obra ha estat posada en qüestió i de Marc Gal·lió se se'n sap res més.